# Arnolds Park (Iowa)
Arnolds Park es una ciudad situada en el condado de Dickinson, Estado de Iowa, Estados Unidos. Según el censo de 2000 tenía una población de 1.162 habitantes.

## Demografía
Según el censo de 2000, había 1.162 personas, 580 hogares y 349 familias residiendo en la localidad. La densidad de población era de 345,97 hab./km². Había 1.147 viviendas con una densidad media de 340,7 viviendas/km². El 97,50% de los habitantes eran blancos, el 0,26% afroamericanos, 0,77% amerindios, el 0,09% asiáticos, el 0,09% isleños del Pacífico, el 0,09% de otras razas, y el 1,20% pertenecía a dos o más razas. El 0,17% de la población eran hispanos o latinos de cualquier raza.
Según el censo, de los 580 hogares, en el 17,4% había menores de 18 años, el 52,1% pertenecía a parejas casadas, el 5,7% tenía a una mujer como cabeza de familia, y el 39,8% no eran familias. El 33,4% de los hogares estaba compuesto por un único individuo, y el 14,5% pertenecía a alguien mayor de 65 años viviendo solo. El tamaño promedio de los hogares era de 2,00 personas, y el de las familias de 2,50.
La población estaba distribuida en un 15,5% de habitantes menores de 18 años, un 6,2% entre 18 y 24 años, un 23,0% de 25 a 44, un 31,6% de 45 a 64, y un 23,8% de 65 años o mayores. La media de edad era 48 años. Por cada 100 mujeres había 98,3 hombres. Por cada 100 mujeres de 18 años o más, había 100,0 hombres.
Los ingresos medios por hogar en la localidad eran de 35.441 dólares ($), y los ingresos medios por familia eran 43.594 $. Los hombres tenían unos ingresos medios de 29.211 $ frente a los 20.766 $ para las mujeres. La renta per cápita para la ciudad era de 24.072 $. El 5,4% de la población y el 3,9% de las familias estaban por debajo del umbral de pobreza. El 3,8% de los menores de 18 años y el 5,0% de los habitantes de 65 años o más vivían por debajo del umbral de pobreza.

## Geografía
Según la Oficina del Censo de los Estados Unidos, la localidad tiene un área total de 3,36 km², de los cuales 3,36 km² corresponden a tierra firme y el restante 0.0015 km² a agua, que representa el 0,05% de la superficie total de la localidad.